# Новоямово
Новоя́мово (рос. Новоямово) — селище у складі Алапаєвського міського округу (Верхня Синячиха) Свердловської області.
Населення — 99 осіб (2010, 103 у 2002).
Національний склад населення станом на 2002 рік: росіяни — 92 %.